# Galbula leucogastra
El jacamará bronceado (Galbula leucogastra), también jacamar bronceado, jacamar dorado, barranquero dorado o jacamar broncíneo,  es una especie de ave piciforme de la familia Galbulidae que vive en Sudamérica.

## Descripción
El jacamará bronceado mide entre 19 y 22 cm de largo, de los cuales 5,1 cm corresponden al largo pico, que es recto, puntiagudo y negro. La mayor parte de su cuerpo es de color oscuro de tonalidades bronceadas o violetas dependiendo de cómo le incida la luz. Su cabeza es de color azul oscuro y su vientre es blanco, al igual que la franja horizontal que presenta en la parte frontal de su cuello. Su cola es larga y estrecha.

## Distribución y hábitat
Se encuentra en la cuenca del Amazonas y el escudo guayanés. Está presente en Bolivia, Brasil, Colombia, la Guayana francesa, Guyana, Surinam y Venezuela.
Sus hábitats naturales son las selvas húmedas tropicales y subtropicales de regiones bajas y las zonas de matorral seco.